# Oedothorax banksi
Oedothorax banksi là một loài nhện trong họ Linyphiidae.
Loài này thuộc chi Oedothorax. Oedothorax banksi được Embrik Strand miêu tả năm 1906.